# Polonne
Polonne (em ucraniano:   Полонне) é uma cidade da Ucrânia, situada no Oblast de  Khmelnytski. Tem 23,53 km² de área e sua população em 2020 foi estimada em 20.620 habitantes.